# Alina Lichtarowicz
Alina Maria Lichtarowicz z domu Żurowska (ur. 10 marca 1936 w Krakowie) – polska lekarka i katolicka działaczka społeczna w Wielkiej Brytanii, propagatorka naturalnej metody kontroli urodzin.

## Życiorys
Urodziła się w Krakowie w rodzinie lekarza Ludwika Żurowskiego i Marii z Rogalskich. Jej ojciec w czasie okupacji niemieckiej mimo poniesionych represji ze strony gestapo z narażeniem życia kontynuował niesienie pomocy Żydom w Krakowie. Jej matka organizowała dożywianie Żydów zamkniętych w krakowskim getcie. W 1984 dr Żurowski został pośmiertnie odznaczony najwyższym odznaczeniem cywilnym nadawanym nie-Żydom przez państwo Izrael – medalem Sprawiedliwy wśród Narodów Świata i uhonorowany drzewem zasadzonym w Ogrodzie Sprawiedliwych w Jad Waszem w Jerozolimie.
Ukończyła w Krakowie prywatną szkołę podstawową Sióstr Prezentek (zamkniętą przez władze komunistyczne w 1949 i ponownie otwartą w 1999), a następnie (obecnie nieistniejące) żeńskie IX Liceum Ogólnokształcące im. Józefy Joteyki (matura 1953). Dyplom lekarza medycyny ówczesnej Akademii Medycznej w Krakowie uzyskała w roku 1960. Absolutorium z psychologii na Uniwersytecie Jagiellońskim uzyskała w 1963 przed wyjazdem do Anglii, gdzie studiowała metody planowania rodziny w Natural Family Planning Centre, Medical School, University of Birmingham. Od 1964 mieszka w Nottingham.

## Działalność społeczna
Jest autorką popularnej książki o planowaniu rodziny, która miała w Polsce kilkanaście wydań przez dwóch wydawców. Książka jest także dostępna on-line jako plik .pdf oraz w formatach e-book. Książka ta jest zalecana przez Ministra Edukacji Narodowej do użytku szkolnego, a także przez Ministra Zdrowia jako tekst zgodny z zaleceniami Światowej Organizacji Zdrowia WHO. Późniejsza święta, matka Teresa z Kalkuty, przekazała czytelnikom książki błogosławieństwo w dniu 20 stycznia 1995 i zezwoliła na umieszczenie autografu tej dedykacji na książce.
Alina Lichtarowicz prowadziła kursy dla nauczycieli naturalnego planowania rodziny w Wielkiej Brytanii, Niemczech, Włoszech, na Litwie i Ukrainie oraz w Polsce. Jest autorką wielu publikacji z zakresu płodności.
Jest katolicką działaczką polonijną. W czasie stanu wojennego w Polsce po 13 grudnia 1981 roku organizowała transporty pomocy dla Polski. Była także jednym z organizatorów brytyjskiego Medical Aid for Poland Fund – fundacji pomocy medycznej dla Polski, za co w 1984 otrzymała Krzyż Zasługi od władz Rzeczypospolitej Polskiej na uchodźstwie. Za działalność na polu popularyzacji naturalnych metod planowania rodziny została odznaczona w czerwcu 1992 roku watykańskim medalem Pro Ecclesia et Pontifice nadanym przez Jana Pawła II. W 1995 otrzymała medal Benemeriti de Opere Fundato Ioannis Pauli PP. II – medal Zasługi Towarzystwa Przyjaciół Fundacji Jana Pawła II w Wielkiej Brytanii. Była przewodniczącą Komisji Rodzin Instytutu Polskiego Akcji Katolickiej w Anglii, członkiem Zarządu Głównego National Association of Natural Family Planning w Anglii oraz nauczycielem i instruktorem Natural Family Planning Teachers’ Association w Wielkiej Brytanii.

## Życie prywatne
W 1964 zawarła związek małżeński z Andrzejem Lichtarowiczem (1930–2015). Ich dziećmi są: Ewa (ur. 1965) – lekarka, Anna (ur. 1975) – dziennikarka, Tomasz (ur. 1977) – informatyk i Jan (ur. 1977) – informatyk.